# كاث

كانت كاث (بيروني) عاصمة خوارزم في عهد الحكم الأفريغي وكان اسمها كاث في ذلك الوقت. طرأت على المدينة تغييرات كثيرة في اسمها منها أنها في وقت ما كانت تسمى فيل وفي وقت آخر كانت تسمى شاباز. غير اسمها في عام 1957 إلى "البيروني" تكريماً لأبو الريحان البيروني الذي ولد في هذه المدينة، أصبحت مدينة في عام 1962. فاض نهر جيحون في عام 1969 وأغرق العديد من مباني ضواحي المدينة. اليوم هي جزء من مقاطعة خوارزم في أوزبكستان.

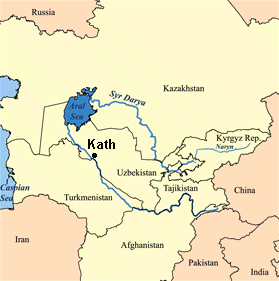
مدينة كاث.

كان لدولة خورزم عاصمتان في بداية القرن الأوسط؛ جرجانية على الجانب الغربي من نهر جيحون وكاث على الجانب الشرقي من هذا النهر. لم تعد كاث إحدى المدن المهمة في خوارزم في نهاية القرن القمري الرابع. من المحتمل أن فيضانات جيحون المتكررة تسببت في تدمير المدينة. لأن كل فيضان النهر يدمر عدة أحياء في المدينة، وفي النهاية وصل الأمر إلى نقطة أصبحت فيها كاث واحدة من المدن غير المهمة.
لم يدمر المغول كاث، بل إن ابن بطوطة الذي زار هذه المدينة وصفها بالمدينة الجميلة. دمر تيمور المدينة في نهاية القرن الثامن؛ ولكن بعد ذلك أمر هو نفسه بإعادة بنائها.
كما ذكر شرف الدين علي يزدي كاث. في القرن الحادي عشر من التقويم القمري، كانت كاث تقع بجوار جدول جاف. ولهذا السبب بنى أنوش – خان خيوة – بالقرب منه مدينة أخرى تسمى كاث. وتقع آثار "كاث" شمال "جيحون" وسميت بهذا الاسم نسبة إلى قبر "الشيخ عباس ولي" الذي يقال إنه أحد قادة الإسلام الأوائل.
وذكر ياقوت الحموي وجود بلدتين الأولى اسمها كاث والثانية بليدة نوزكاث (كاث الجديدة).
ويذكر أبو علي بن سينا نطق الحرف الذي أسماه "سِن ذائي" من إحداثيات الحروف البارزة في اللغة الخوارزمية في رسالته "مخارج الحروف".
شعب كاث القديم من عرق إيراني وكانت لغتهم حتى القرن الثالث عشر الميلادي هي اللغة الخوارزمية من مجموعة اللغة الإيرانية وقريبة جدًا من اللغة الصغدية الإيرانية. وبعد القرن الثالث عشر الميلادي، تم استبدال هذه اللغة تدريجياً بلهجات خاصة من التركية والفارسية (اللغات الإيرانية).
وبحسب المقدسي، فإن أهل كاث اعتادوا التبرز في الشوارع، حتى أنهم كانوا يأتون إلى المسجد وأقدامهم متسخة، مع أن أهل تلك المدينة لم يكونوا فقراء وكانت أسواقهم مليئة بالتجارة والبضائع.